# I. Izjaszláv kijevi nagyfejedelem
I. Izjaszláv Jaroszlavics (oroszul: Изясла́в Яросла́вич), (Novgorod, 1024 – Csernyihiv közelében, 1078. október 3.) kijevi nagyfejedelem 1054-től 1068-ig, 1069-től 1073-ig és 1076-tól haláláig.

## Hatalomra jutása
Izjaszláv 1024-ben született Novgorodban Bölcs Jaroszláv kijevi nagyfejedelem és felesége, Irina (eredeti nevén Ingegerd, III. Olaf svéd király lánya) második fiaként. Apja előbb Turov fejedelmévé tette, majd amikor 1052-ben Vlagyimir bátyja, az akkori novgorodi fejedelem meghalt, ő kapta meg Novgorodot és egyben ő lett a trónörökös is.
1054. február 20-án Jaroszláv meghalt, így Izjaszláv lett a kijevi nagyfejedelem. Novgorodot Msztyiszláv fiának adta át. Bölcs Jaroszláv végrendeletében minden fiának juttatott birtokokat, Szvjatoszláv Csernyigovot kapta, Vszevolod Perejaszlavlt stb. Teljesen kimaradt a végrendeletből Szugyiszláv, Jaroszláv egyetlen életben levő öccse, akit 1036 óta egy ajtó nélküli cellában tartottak; valamint az uralkodócsalád polocki ága. 

## Uralkodása
Izjaszláv az állam irányításába bevonta két legidősebb öccsét is. A három fivér, az úgynevezett "Jaroszlavicsok triumvirátusa" biztosan uralta a Kijevi Rusz belső magját, a Kijev, Csernyigov és Perejaszlavl alkotta formációt a Dnyeper középső folyásánál és ennélfogva akaratukat rákényszeríthették a többi hercegre. Így sikerült megszerezniük és felosztaniuk a hercegek halála után a szmolenszki és volhíniai földeket, kisemmizve az örökösöket.
1055-ben Vszevolod sikeres hadjáratot indított a Dnyeper alsó folyásánál élő úzok ellen. Ugyanekkor találkoztak az oroszok először a feltörekvő nomád néppel, a kunokkal. A viszonyuk ekkor még barátságos volt, Vszevolod szerződést kötött Bolus kánnal. 

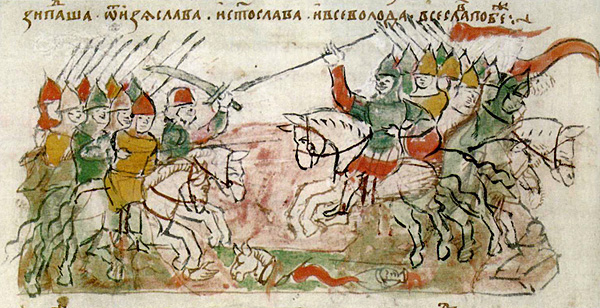
A három fivér harca Vszeszláv polocki fejedelem ellen (Radziwiłł-kódex, 13. sz.)

1057-ben az oroszok katonai segítséget nyújtottak Bizáncnak, amely ekkor Örményországban harcolt a szeldzsukokkal. 1058-ban Izjaszláv kiterjesztette Kijev fennhatóságát a baltikumi Protva-folyó völgyében élő galindiaiakra. 1060-ban a triumvirátus és Vszeszláv polocki herceg közösen viseltek hadat az úzok ellen. A következő évben a kunok rátámadtak a Perejaszlavli Fejedelemségre, szétverték Vszevolod seregét és végigpusztították a földjeit.
1065-ben Vszeszláv polocki fejedelem megostromolta Pszkovot és kifosztotta Novgorodot; a három fivér sereggel vonult ellene, legyőzték és Kijevbe vitték, ahol egy porubba (ajtó nélküli, fából készített cella, amelyet a fogoly köré építettek) zárták. Polockot Izjaszláv fia, a novgorodi Msztyiszláv kapta meg. 

## A kijevi felkelés
1068-ban a kunok tönkreverték a triumvirátus egyesített hadait az Alta folyónál; Izjaszláv és Vszevolod Kijevbe menekült. A portyázó kunok jelentette veszély miatt a kijevi polgárok gyűlést hívtak össze a Podol nevű városrész piacára, a kézművesek és a kereskedők pedig fegyvereket követeltek a fejedelemtől, hogy folytathassák a harcot a kunok ellen. Izjaszláv azonban nem volt hajlandó teljesíteni a kérésüket, mert félt, hogy a városi nép fellázad urai, a bojárok ellen. Ekkor a városlakók tömegei a város előkelő negyedébe, a "hegyre" vonultak, s le akartak számolni a fejedelmi tisztviselőkkel. Izjaszláv elmenekült a városból, és unokatestvérétől, II. Boleszláv lengyel királytól kért segítséget. A felkelők kiszabadították a börtönből Vszeszláv herceget és a nagyfejedelmi trónra ültették.
A harmadik fivér, a csernyigovi Szvjatoszláv összeszedte katonáit és háromezres seregével megfutamított mintegy tizenkétezer kunt, sőt a novgorodi krónika szerint Sarukán kánt is foglyul ejtette.
Izjaszláv nagy lengyel sereggel tért vissza, Vszeszláv pedig visszamenekült Polockba. A megrettent kijeviek a két fiatalabb "triumvirt" kérték fel közvetítésre; ekkor fordult elő elsőként hogy két öccse nem volt egy véleményen Izjaszlávval. Megígértették, hogy nem bünteti meg a kijevieket (amit nem tartott be, Msztyiszláv fia 70 embert kivégeztetett és sokakat megvakított), sőt Novgorod új fejedelmévé Szvjatoszláv fiát, Glebet tették meg. A nagyfejedelmi trónt visszaszerző Izjaszláv ezután elfoglalta Polockot és előbb Msztyiszláv fiának (aki pár hónappal később meghalt) majd Szvjatopolknak adta a várost. Vszeszláv 1071-ben visszafoglalta birtokát és sikerült is megtartania; főleg hogy 1073-ban szétesett a három fivér triumvirátusa. 

## Testvérharc

A Kijevi Rusz a 11. században

1073-ban Szvjatoszláv és Vszevolod összeesküdött Izjaszláv ellen és elűzték. Szvjatoszláv lett az új nagyfejedelem, Vszevolod pedig megkapta Csernyigovot. Izjaszláv újból Lengyelországba menekült, ahol azonban hűvös fogadtatásra talált; a lengyel király inkább utódjával kötött szövetséget. Azzal próbálta menteni a helyzetét, hogy a nyugati kereszténység vezető hatalmaihoz folyamodott. Miután IV. Henrik német-római császárral nem boldogult, elsősorban VII. Gergely pápához fordult: Rómába küldte két fiát, és a Szentszék oltalma alá helyezte a regnum Russiae-t. 1075-ös bullájában VII. Gergely elfogadta ezt a felajánlást, amely teljesen megváltoztatta volna a Kijevi Oroszország sorsát. Lengyelország mellett újabb katolikus királyságot teremtett volna Közép-Kelet-Európában, és egyetlen hasonló politikában és egyházi elkötelezettségben egyesítette volna a keleti és nyugati szlávokat. VII. Gergely azonban nem tudott semmilyen hatékony támogatást nyújtani Izjaszlávnak, és ez az elképzelés, amely Oroszországban amúgy is alig talált támogatásra, nem hagyott semmiféle nyomot az orosz hagyományban.
Szvjatoszláv 1076-ban váratlanul meghalt, Izjaszlávnak pedig ezúttal sikerült lengyel segítséget szereznie és visszatért a trónra. Vszevolod nem állt ellen, így megtarthatta Csernyigovot. Már a következő év tavaszán újból kitört a harc a polocki Vszeszlávval, aki megint Novgorodra támadt. A Polock elleni hadjáratban kun zsoldosok is segítették a kijevieket.
1078-ban Szvjatoszláv fia, Oleg és unokatestvére, a szmolenszki Borisz Brjacseszlavics fellázadtak nagybátyjaik uralma ellen. Kun segédcsapatokkal megerősítve szétverték Vszevolod seregét, aki segítséget kért Kijevtől. A döntő csatára 1078. október 3-án került sor, amelyben Izjaszláv és Borisz is elesett.
Izjaszláv Jaroszlavicsot a kijevi Szent Szófia-székesegyházban temették el.

## Családja
Izjaszláv II. Mieszko lengyel fejedelem lányát, Gertrúdot vette feleségül. Gyermekük:
- Jaropolk (1043-1086), turovi és volhíniai fejedelem

Gertrúd később Jaropolkot nevezte egyetlen fiának, így lehetséges, hogy a fejedelem másik két fiát más nő (másik felesége?) szülte:
- Szvjatopolk (1050—1113), kijevi nagyfejedelem
- Msztyiszláv (1054—1067), novgorodi fejedelem

## Fordítás
- Ez a szócikk részben vagy egészben  a(z)   Изяслав Ярославич című orosz Wikipédia-szócikk ezen változatának fordításán alapul.  Az eredeti cikk szerkesztőit annak laptörténete sorolja fel. Ez a jelzés csupán a megfogalmazás eredetét és a szerzői jogokat jelzi, nem szolgál a cikkben szereplő információk forrásmegjelöléseként.